# Bandai Namco Holdings
Bandai Namco Holdings Inc. (株式会社バンダイナムコホールディングス, Kabushiki Gaisha Bandai Namuko Hōrudingusu), também conhecido como o Bandai Namco Group, é um conglomerado de mídia do Japão formado a partir da fusão da Namco e Bandai. A empresa tem interesses em brinquedos, Videogames, Arcades, Anime, e Parques de diversões. A nova entidade foi fundada em 29 de setembro de 2005 sendo sediada em Shinagawa, em Tóquio.
A Bandai Namco Holdings (EUA) Inc. (NBHU) é uma companhia regional, que supervisiona as operações norte-americanas. Foi formada oficialmente em 2 de janeiro de 2006 e está localizada na antiga sede da Bandai EUA em Cypress, na Califórnia.

## Negócios
O negócio principal da Namco Bandai Holdings consiste na concepção e implementação de estratégias de gestão para o conglomerado e fornecendo suporte para o negócio global de suas subsidiárias.

### História
Bandai Namco Holdings foi criada em 2005, quando as empresas Namco e Bandai realizaram uma integração de gestão, realizada através de uma troca de ações. Os acionistas da Namco receberam uma ação NBHD para cada ação Namco e os acionistas da Bandai recebeu 1,5 partes NBHD para cada ação da Bandai.
Antes da fusão, a empresa que é propriedade da Bandai, conhecida como Sunrise, uma empresa de animação japonesa, que se tornou uma subsidiária da NBHD após a fusão.
Em setembro de 2006, NBHD adquirido CCP Co., Ltd. da Casio e fez uma subsidiária integral. [7] [8]
NBHD adquiriu totalmente a desenvolvedora Banpresto (cujas operações de games foram absorvidas pela Namco Bandai Games em 1 de abril de 2008) e a Namco Tales Studio desde a fusão. Anteriormente, ambas foram parcialmente detidas pela Bandai e Namco, respectivamente. Em 31 de março de 2006, as operações de videogames da Namco Bandai e incorporada pela Namco Bandai Games Inc. (NBGI). as maquinas de Arcade da namco e gestão de instalações continua sob o nome de Namco Ltd.
O negócio da Bandai Networks Co., Ltd. foi incorporado pela Namco Bandai Games, Inc., em abril de 2009 e Bandai Networks, posteriormente, deixou de existir como uma empresa separada.
Bandai Namco comprou uma participação de 34% no Atari Europa em 14 de maio de 2009, abrindo o caminho para a aquisição da Infogrames . [11] Até 30 de junho de 2012, a Infogrames tem a opção de vender o outro 66% no Atari Europa NBHD. [12] Entre 31 de junho de 2012 até 20 de junho de 2013, a Namco Bandai ganha a opção de adquirir a participação de 66%. No dia 7 de julho de 2009, a Bandai Namco Holdings comprou 100% da Atari Australia Pty Ltd. NBHD adquirido 100% das ações da Atari Ásia Holdings Pty. Ltd. e 100% das ações da Atari UK Ltd. Estas antigas empresas de Atari foram incorporadas pela Bandai Namco Partners para lidar com o suporte de distribuição e publicação em territórios PAL, incluindo contratos de de outros editores títulos.

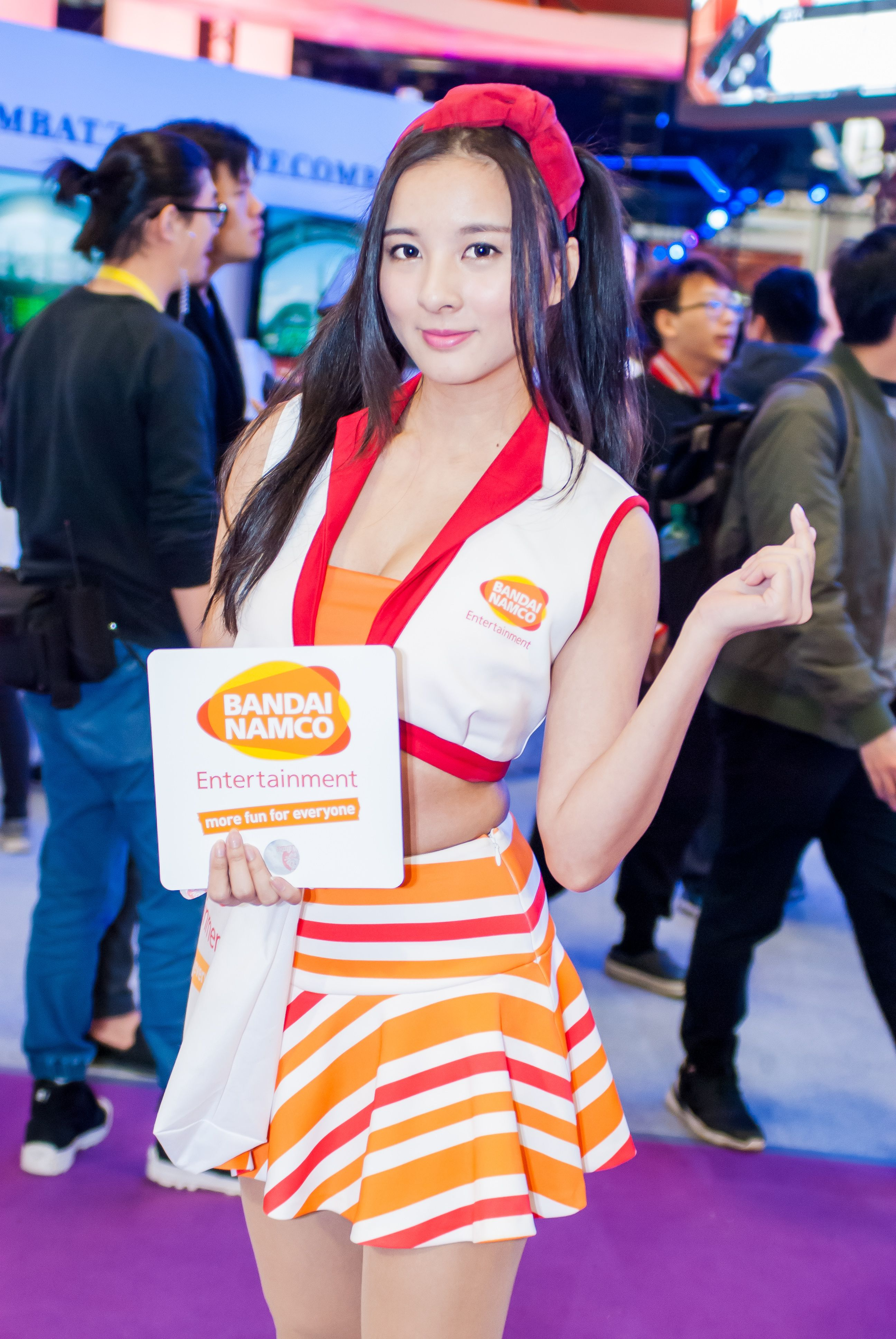
Modelo da empresa em feira de games.

Bandai Namco está buscando toda a propriedade de D3 Publisher e, atualmente, detém 95% das ações da empresa.
Bandai Namco também criou a quadrinhos online ShiftyLook, que se concentra em reviver séries de jogos clássicos da Namco, como histórias em quadrinhos. Séries de Comic Strips incluem Bravoman, Sky Kid, Xevious, Alien Confidential, Rúcula Fox, Scar (baseado em Genpei Toumaden), e muitas outras séries.
Em agosto de 2013, a Bandai Namco abriu um estúdio em Vancouver.
Atualmente, a franquia Dragon Ball é a marca mais rentável da empresa. Em 2017, a marca rendeu $43,1 bilhões de ienes em apenas seis meses. Ao final de 2017, a empresa possuía 794 produtos registrados.

### Organização
A NBHD está organizada em três unidades de negócios estratégicos, complementadas pelas Empresas Associadas de negócios que fornecem apoio logístico. As SBU consistem em Brinquedos e Hobbies, conteúdo (jogos eletrônicos, anime e gravação) e Facilidade de diversões (parques temáticos).

### História organizacional
A organização do NBHD mudou consideravelmente desde a fusão. Em 2007, NBHD consistiu em cinco unidades estratégicas de negócios e as empresas de negócios afiliados. [18] Em abril de 2009, o jogo Conteúdo SBU ea SBU rede foram fundidas [19] e, desde abril de 2010, NBHD consiste em três unidades estratégicas de negócios e as empresas de negócios afiliados. [20]

### Toys and Hobby SBU
A Toys & Hobby SBU é composta principalmente de ex-comodidades da Bandai para fazer brinquedos e subsidiárias regionais.
A Content SBU é responsável por todos os videogames produtos, incluindo jogos para consoles domésticos, galerias, e plataformas móveis, [23] bem como a produção e distribuição de anime. A maior parte destas instalações são compostas pelo ex- Namco, também com Banpresto e D3 Publisher, ea Sunrise empresa de produção de anime, junto com o seguinte: